# Jean Marsh
Jean Lyndsay Torren Marsh (Stoke Newington (Londen), 1 juli 1934 – aldaar, 13 april 2025) was een Britse actrice en scenariste, die talloze rollen in films en televisieseries vertolkte. Ze is vooral bekend geworden als het dienstmeisje Rose uit het door haar bedachte en deels geschreven kostuumdrama Upstairs, Downstairs (1971-1975). Voor die rol kreeg ze in 1975 een Emmy Award. Ook was ze Morgaine in Doctor Who.
Ze had vaak gastrollen in televisieseries, waaronder The Persuaders!, The Waltons, The Love Boat, UFO en Kavanagh QC. Verder speelde ze in veel films, waaronder Frenzy (1972) van Alfred Hitchcock, The Eagle Has Landed (1976), Return to Oz (1985) en Willow (1988).
Tussen 1955 en 1960 was ze getrouwd met de in 1996 overleden acteur Jon Pertwee.
Marsh overleed op 13 april 2025 op 90-jarige leeftijd aan de gevolgen van dementie.
- Bibsys: 90820344
- Bibliothèque nationale de France: cb14203667q (data)
- Gemeinsame Normdatei: 1362995398
- International Standard Name Identifier: 0000 0001 1476 6072
- Library of Congress Control Number: n78023866
- MusicBrainz: d78abab5-b886-4374-ae66-276aa0a96bb9
- Nationale Bibliotheek van Tsjechië: xx0036326
- Nationale bibliotheek van Australië: 35871997
- Nationale Bibliotheek van Israël: 987007330036805171
- Nationale Bibliotheek van Polen: a0000003749012
- Nederlandse Thesaurus van Auteursnamen: 111998786
- Système universitaire de documentation: 220299323
- Trove: 1124939
- Virtual International Authority File: 85526187
- WorldCat: E39PBJyrQtt7gH9jpjv9JvqqQq